# レンタ
レンタ（伊: Lenta）は、イタリア共和国ピエモンテ州ヴェルチェッリ県にある、人口約800人の基礎自治体（コムーネ）。

## 地理

### 位置・広がり
| 隣接するコムーネは以下の通り。括弧内のNOはノヴァーラ県所属を示す。 - カルピニャーノ・セージア (NO) - ガッティナーラ - ゲンメ (NO) - ギズラレンゴ - ロヴァゼンダ |